# Logaritemski integral
Logaritemski integral (tudi integralski logaritem ali integralni logaritem,:203 označba li) je v matematiki specialna neelementarna funkcija, določena za vsa pozitivna realna števila {\displaystyle x\neq 1\,} z določenim integralom:
{\displaystyle \operatorname {li} (x)=\int _{0}^{x}{\frac {\mathrm {d} t}{\ln t}}\!\,.}
Tukaj ln označuje naravni logaritem. Funkcija {\displaystyle 1/\ln t\,} ima singularno točko v t = 1, tako, da je treba integral za x > 1 predočiti s Cauchyjevo glavno vrednostjo:
{\displaystyle \operatorname {li} (x)=\lim _{\varepsilon \to 0}\left(\int _{0}^{1-\varepsilon }{\frac {\mathrm {d} t}{\ln t}}+\int _{1+\varepsilon }^{x}{\frac {\mathrm {d} t}{\ln t}}\right)\!\,.}
Obnašanje funkcije pri x → ∞ je dano z: 
{\displaystyle \operatorname {li} (x)=\Theta \left({\frac {x}{\ln x}}\right)\!\,.}
(glej zapis z velikim O).
Logaritemski integral je v glavnem pomemben, ker se pojavlja pri ocenitvi gostote praštevil, še posebej v praštevilskem izreku:
{\displaystyle \pi (x)\sim \operatorname {Li} (x)\!\,,}
kjer π(x) označuje multiplikativno aritmetično funkcijo - število praštevil manjših ali enakih x, Li(x) pa je funkcija ordinatnega logaritemskega integrala, povezana z li(x) kot Li(x) = li(x) - li(2). 
Ordinatni logaritemski integral da še malo boljšo oceno za funkcijo π kot li(x). Funkcija li(x) je povezana z eksponentnim integralom Ei(x) preko enačbe:
{\displaystyle \operatorname {li} (x)=\operatorname {Ei} (\ln x)\quad {\mbox{za vse pozitivne realne}}\;x\neq 1\!\,.}
To vodi do razvojev v vrsto li(x). Na primer:
{\displaystyle {\rm {li}}(e^{u})=\gamma +\ln \left|u\right|+\sum _{n=1}^{\infty }{\frac {u^{n}}{n\cdot n!}}\quad {\rm {za}}\;u\neq 0\!\,,}
kjer je γ ≈ 0,57721 56649 01532 ... Euler-Mascheronijeva konstanta. Funkcija li(x) ima eno pozitivno ničlo pri x ≈ 1,45136 92348 .... To število je znano kot Ramanudžan-Soldnerjeva konstanta.